# Diana (F-63)
La corbeta Diana (F-63) fue un escolta costero sencillo y económico de la Armada Española, que a pesar de su sencillez dio bastantes quebraderos de cabeza a la industria naval española de la época para construirlas.

## Historia
Sirvió como buque de adiestramiento, y en labores de vigilancia y patrulla de las aguas jurisdiccionales, hasta que sufrió un grave accidente al varar en 1971 en las cercanías de la base naval de Rota, (Cádiz), lo que provocó su retirada y posterior desguace en 1973.

### Buques de la clase
- Descubierta (F-51)
- Atrevida (F-61)
- Princesa (F-62)
- Nautilus (F-64)
- Villa de Bilbao (F-65)